# Kadru
En les escriptures hindúes, Kadru (IAST: Kadrū) se sol considerar com la filla de Dakxa. Kashyapa es va casar amb Kadru i amb setze de les altres filles de Daksha. Kashyapa era fill de Marici, que era el manasputra o fill (espiritual) nascut de la ment de Brahma. Kadru va ser la mare de mil nāgas.
Les llegendes de Kadru expliquen la seva relació amb la seva germana gran Vinata, que també va ser una de les moltes esposes de Kashyapa. En una història, Kadru i Vinata lluiten per tenir fills de Kashyapa que siguin més poderosos que els fills de l'altre. Mentre que Kadru dona a llum mil nāgas, Vinata té dos fills, Aruṇa i Garuda. Kadru també es presenta com més intrigante i astuta que Vinata. Ella desafia a Vinata a endevinar el color de la cua d'Uchchaihshravas, el cavall blanc diví. Després que la Vinata digui que la cua és blanca, la Kadru enganya a la Vinata indicant als seus fills que s'enrotlin al voltant de la cua del cavall, fent que sembli negre. Com a resultat, la Vinata perd l'aposta i ella i els seus fills s'han de convertir en esclaus de Kadru i els seus fills. Una altra llegenda diu que quan Kadru demana a Garuda que porti els seus fills d'esquena a la residència del sol perquè puguin rendir homenatge i quedin cremats, Vinata demana a Garuda que porti aigua del Ganges des de l'inframón i l'escampi als nāgas per reviure'ls.
En una altra història, Kadru i Suparna, una altra de les dones de Kashyapa, el desobeeixen i pertorben uns savis que fan ritus a la vora del Ganga. Com a resultat, es converteixen en rius. Kashyapa només és capaç de restaurar-les a les seves formes originals fent penitència a Xiva.

## Genealogia
En general, Kadru es descriu com la filla de Dakxa Prajapati i l'esposa del savi Maharishi Kashyapa. L'èpica hindú el Mahabharata, que ofereix una història detallada sobre ella, la reconeix com una de les moltes esposes de Kashyapa.
També hi ha l'opinió que era filla de Daksha, però no s'ha establert a partir del Purana. Al Ramayana de Valmiki s'esmenta que Daksaprajapati va tenir seixanta filles de les quals es van casar amb Kashyapa Aditi, Diti, Danu, Kalika, Tamra, Krodhavasa, Muni i Surasa. Krodhavasa va tenir vuit filles de les quals Kadru era una. Per tant, Kadru es pot considerar alternativament la néta de Daksha. Vinata, la germana de Kadru, és una altra dona de Kashyapa.
Segons el Sabha Parva del Mahabharata, Kadru vivia a Brahmaloka, la residència de Brahma. A la Vana Parva del Mahabharata s'afirma que per destruir l'embrió d'una dona, Kadru entra al seu ventre assumint una forma molt petita anomenada "Skanda graha".

## Llegendes

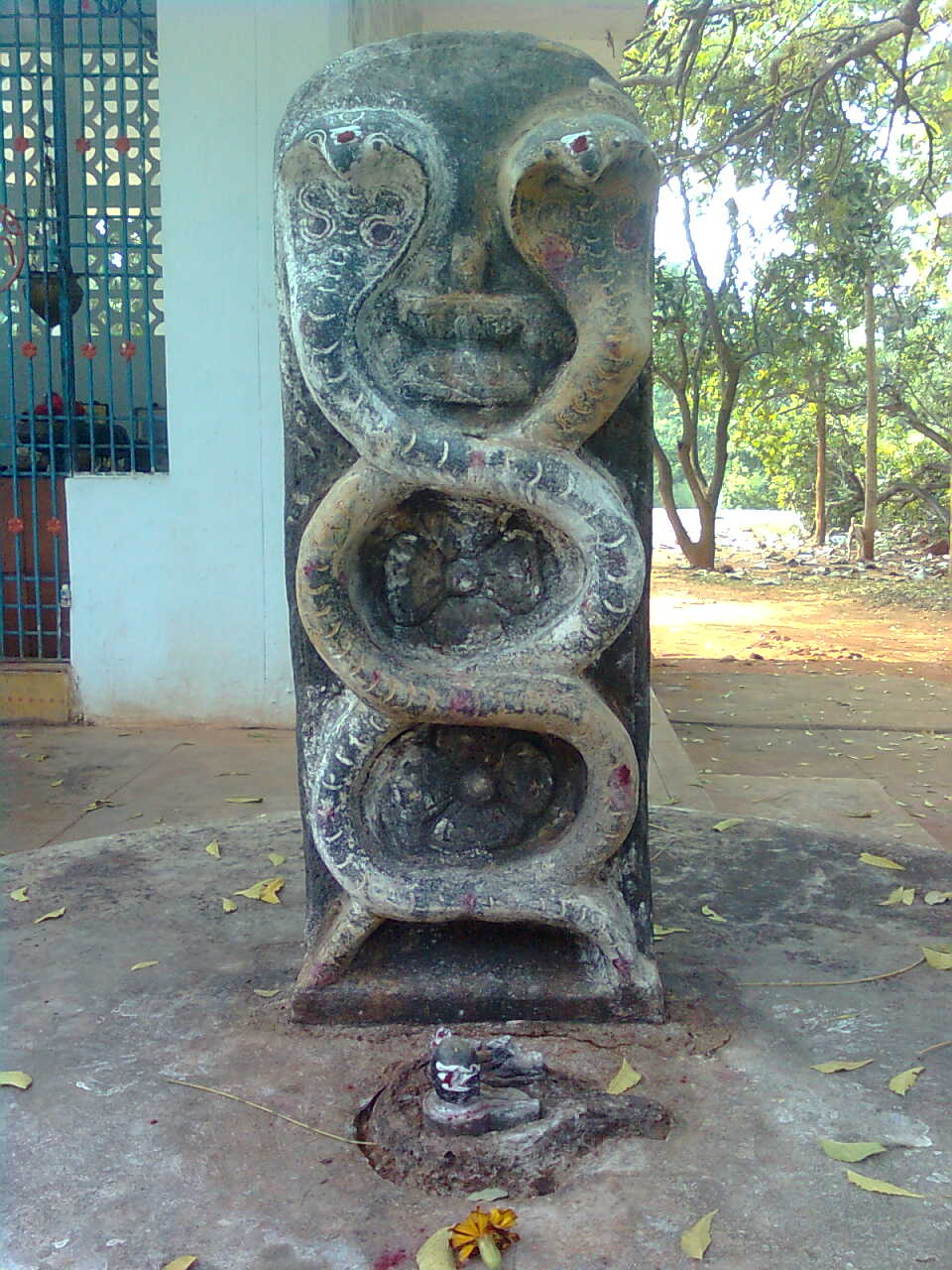
Un relleu d'una deïtat nāga o serp a Gudilova, Andhra Pradesh, Índia

Kadru era la germana petita de Vinata, i quan totes dues vivien amb Kashyapa com les seves esposes i atenien totes les seves comoditats, les va beneir concedint a cadascuna d'elles una gràcia. Kadru va demanar mil fill nāga o serp que haurien de ser valents. Impulsada per la demanda de fills de la seva germana, Vinata només va demanar dos fills que haurien de ser més poderosos i brillants que els fills de Kadru. Kashyapa les va concedir els seus desitjos. Després que les seves dones es van quedar embarassades, les va aconsellar que cuidessin els fills, i després va marxar a la seva penitència al bosc.
Després de molt de temps, Kadru va donar a llum mil ous i Vinata dos ous. Els ous es van incubar acuradament en recipients amb aigua calenta o en pots que es mantenien calents. Després d'un lapse de cinc-cents anys, els ous posats per Kadru van eclosionar i els seus fills van cobrar vida; d'aquests mil fills nāga, els més destacats van ser Sesa, Vasuki i Takshaka. Totes les serps nascudes en aquest món són descendents d'aquests mil fills. La Vinata es va posar gelosa perquè els seus ous no havien eclosionat. En un moment de pressa, va trencar un dels ous, revelant un fill mig format. Aquest fill es va enfurir de la seva forma física i va maleir la seva mare pel seu acte precipitat, dient que seria esclava de Kadru durant cinc-cents anys fins que neixés el fill del seu segon ou. Es va convertir en un auriga i herald del déu del sol i el creador del cel vermell a l'alba, i per això es va anomenar Aruṇa. Finalment, després de cinc-cents anys, el segon fill de Vinata, Garuda, va néixer en forma d'un enorme ocell amb un poder immens. Tan bon punt va néixer va volar amb gràcia, buscant menjar.

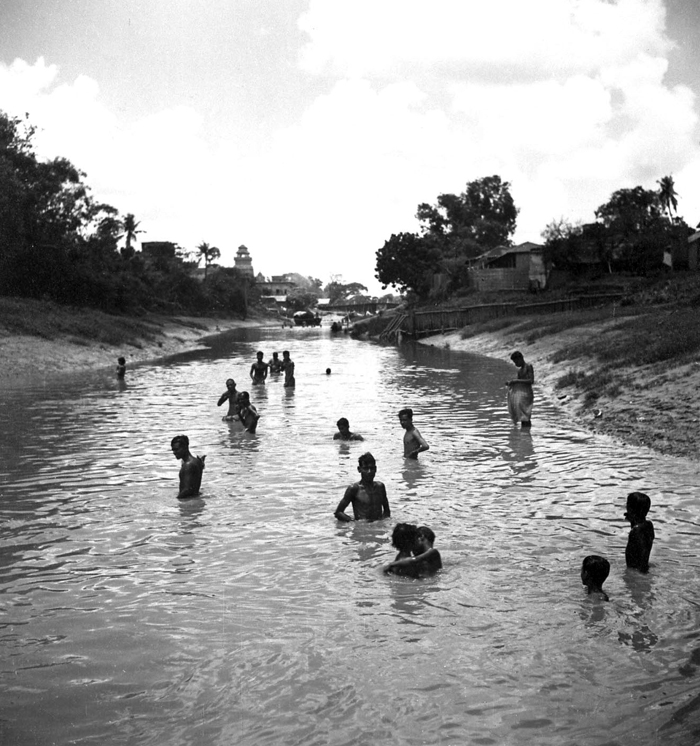
Una fotografia de 1944 de Cecil Beaton d'hindús banyant-se al Ganga o Ganges a Kalighat, Calcuta, Índia, per purificar-se abans de visitar el proper temple de Kali.

Segons el Brahma Purana, Kashyapa, que també és conegut com Prajapati Kashyapa, va ser abordat pels Valakhilyas. Oferint-li la meitat dels seus poders ascètics, li van demanar que els engenrés un fill que pogués venjar-se d'Indra que els havia insultat. Kashyapa va tenir un fill de cadascuna de les seves dues dones, Kadru, la mare de les serps, i Suparna. Abans d'anar a fer un encàrrec, Kashyapa va dir a les seves dones que no sortissin de casa, ja que farien maldats i actes dolents i, finalment, arribarien al dol. Malgrat aquestes instruccions, Kadru i Suparna van sortir a la vora del Ganges on els savis il·lustrats estaven realitzant ritus sattra i van començar a pertorbar els ritus. Enfurismats, els savis els van maleir per convertir-los en rius. Kashyapa va tornar a casa per trobar les seves dones, però els savis li van explicar l'incident. Quan Kashyapa va preguntar com podria recuperar les seves dones, els savis li van aconsellar que fes penitència a Xiva a Gautami Ganga. Kashyapa va resar recitant un himne que elogiava Xiva en el paper de tríada, el seu paper en els tres mons i les seves tres gunas (qualitats de virtut, mèrit, excel·lència). Satisfet, va beneir les esposes perquè tornessin a engendrar fills per la gràcia de Ganges. Kashyapa va convidar els savis a participar en la cerimònia de separació dels cabells del quart al sisè mes de les seves dones embarassades. Després que els savis van ser alimentats, quan Kashyapa es va presentar respectuosament davant d'ells amb la seva dona per donar-los les gràcies, Kadru va mirar els savis i els va dirigir una mirada astuta amb un dels seus ulls. Els savis es van molestar i van maleir en Kadru perquè perdés aquell ull. Així, Kadru es va quedar amb un sol ull.
Una vegada en Kadru va trucar a la Vinata i li va demanar que li digués el color d'Uccaissravas, el cavall blanc diví que va emanar de l'oceà quan va ser agitat pels devas i asuras per generar nèctar. Sense cap engany, Vinata va dir que era blanc pur. Kadru la va contradir i va dir que la seva cua era negra. Es va produir una discussió i la Kadru va desafiar a la Vinata a apostar, dient que qui perdés l'aposta s'hauria de convertir en la servent de l'altra. Amb la intenció d'enganyar a la Vinata, Kadru va cridar els seus milers de fills perquè s'enrosquessin amb cura a la cua d'Uccaissravas perquè semblés de color negre. Mentre que alguns dels seus fills van obeir les seves instruccions, altres es van negar a obeir-la. Aquells que desobeïen les seves instruccions van ser maleïts per Kadru, i ella va profetitzar que serien carbonitzats vius en el sarpa satra yagna (sacrifici de serps) que faria el rei Janamejaya d'Hastinapur. Kashyapa estava molest per aquesta maledicció, però Brahma, que estava allà, li va dir que aquesta maledicció era essencial, ja que les serps s'havien tornat molt perilloses per a la societat. Brahma va donar a Kashyapa l'antídot per a l'enverinament de serps. Kadru va guanyar l'aposta ja que els nāgas s'havien enrotllat al voltant de la cua d'Uccaissravas, donant-li una ombra negra. Vinata es va convertir així en l'esclava de Kadru.

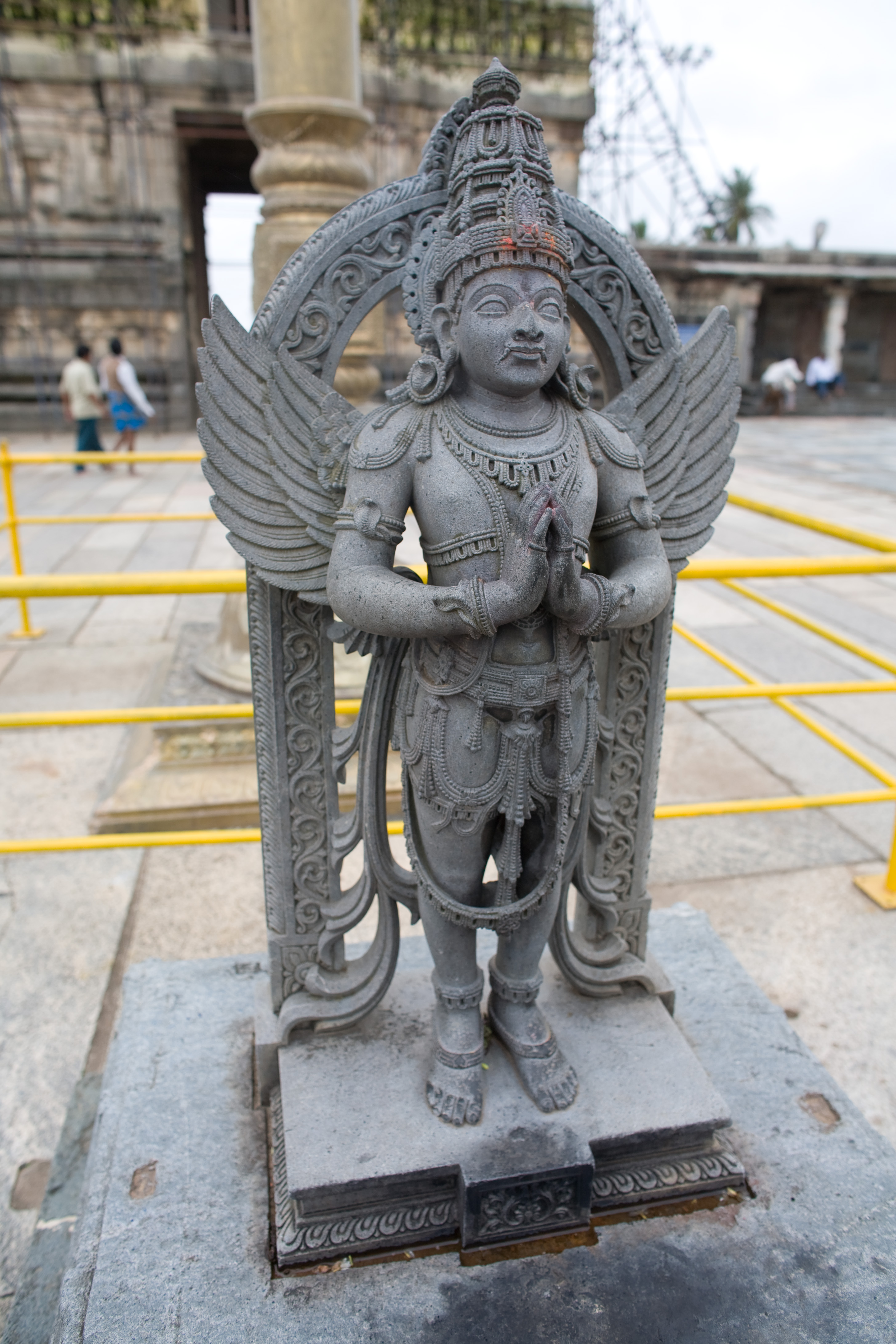
Una estàtua de Garuda del temple de Chennakesava a Belur, Karnataka, Índia

En una altra ocasió, Kadru va suggerir a Vinata que se l'emportés a ella, i que Garuda s'emportés als seus fills nāga, a la bella illa de Ramaniyaka al mig de l'oceà dins de la residència de les serps. Vinata i Garuda van seguir les instruccions. Després d'arribar a la seva destinació, Kadru va demanar a Garuda que portés els seus fills a la residència del sol per fer la seva respectuosa reverència. Garuda es va portar els fills nāga de Kadru a l'esquena i es va acostar al sol. A mesura que s'apropava, els nāgas no van poder suportar la calor i van començar a caure a terra desmaiats, a l'illa de Virana. En escoltar els crits dels seus fills, Kadru estava profundament angoixada i va culpar a Garuda del que els havia passat als seus fills. Vinata, angoixada per la situació del seu fill i, seguint un suggeriment de Kadru, va demanar a Garuda que portés aigua del Ganga de l'inframón. Garuda va obeir i va portar l'aigua a la riba sud del riu Gautami i la va ruixar sobre les serps, que després van reviure. El lloc on va passar aquest incident s'anomena Nagalaya, la residència de les serps. En una altra versió de la història relatada a l'Adi Parva del Valmiki Ramayana, es diu que quan els nāgas es van desmaiar i van caure a terra a causa de la intensa calor del sol, Kadru va oferir oracions a Indra perquè vingués al rescat dels seus fills. Indra va crear ràpidament pluges per caure sobre els nāgas i van ser restaurats del seu estat carbonitzat. Aleshores vivien a l'illa de Ramaniyaka.